# Juan Román Riquelme
Juan Román Riquelme (pronunție în spaniolă [ˈxwan roˈman riˈkelme]; n. 24 iunie 1978, San Fernando Partido⁠(d), Buenos Aires, Argentina) este un fotbalist argentinian retras din activitate.
Playmaker desăvârșit, Riquelme juca pe postul de mijlocaș și este considerat unul din cei mai buni fotbaliști din generația sa. A petrecut cea mai mare parte a carierei la Boca Juniors, dar și o perioadă semnificativă în Spania la Villarreal. El a fost desemnat de 4 ori Fotbalistul argentinian al anului. Riquelme a reprezentat Argentina la Campionatul Mondial de Fotbal 2006 și la două ediții de Copa América.

## Statistici

### Club
|           |                     |                  | Campionat | Campionat | Cupă         | Cupă         | Continental   | Continental   | Total   | Total  |
| Sezon     | Club                | Campionat        | Meciuri   | Goluri    | Meciuri      | Goluri       | Meciuri       | Goluri        | Meciuri | Goluri |
| Argentina | Argentina           | Argentina        | League    | League    | Cup          | Cup          | South America | South America | Total   | Total  |
| --------- | ------------------- | ---------------- | --------- | --------- | ------------ | ------------ | ------------- | ------------- | ------- | ------ |
| 1996–97   | Boca Juniors        | Primera División | 22        | 4         |              |              |               |               | 22      | 4      |
| 1997–98   | Boca Juniors        | Primera División | 19        | 0         |              |              | 2             | 0             | 21      | 0      |
| 1998–99   | Boca Juniors        | Primera División | 37        | 10        |              |              | 5             | 0             | 42      | 10     |
| 1999–2000 | Boca Juniors        | Primera División | 24        | 4         |              |              | 16            | 3             | 40      | 7      |
| 2000–01   | Boca Juniors        | Primera División | 27        | 10        |              |              | 14            | 3             | 41      | 13     |
| 2001–02   | Boca Juniors        | Primera División | 22        | 10        |              |              | 6             | 0             | 28      | 10     |
| Subtotal  | Subtotal            | Subtotal         | 151       | 38        |              |              | 43            | 6             | 194     | 44     |
| Spain     | Spain               | Spain            | League    | League    | Copa del Rey | Copa del Rey | Europe        | Europe        | Total   | Total  |
| 2002–03   | Barcelona           | La Liga          | 30        | 3         | 1            | 1            | 11            | 2             | 42      | 6      |
| 2003–04   | Villarreal (loan)   | La Liga          | 33        | 8         | 3            | 1            | 12            | 4             | 48      | 13     |
| 2004–05   | Villarreal (loan)   | La Liga          | 35        | 15        | 0            | 0            | 11            | 2             | 46      | 17     |
| 2005–06   | Villarreal          | La Liga          | 25        | 12        | 1            | 0            | 12            | 2             | 38      | 14     |
| 2006–07   | Villarreal          | La Liga          | 13        | 1         | 0            | 0            | -             | -             | 13      | 1      |
| Subtotal  | Subtotal            | Subtotal         | 136       | 39        | 5            | 2            | 46            | 10            | 187     | 51     |
| Argentina | Argentina           | Argentina        | League    | League    | Cup          | Cup          | South America | South America | Total   | Total  |
| 2007      | Boca Juniors (loan) | Primera División | 15        | 2         |              |              | 11            | 8             | 26      | 10     |
| 2007–08   | Boca Juniors        | Primera División | 10        | 1         |              |              | 10            | 4             | 20      | 5      |
| 2008–09   | Boca Juniors        | Primera División | 28        | 5         |              |              | 7             | 4             | 35      | 9      |
| 2009–10   | Boca Juniors        | Primera División | 24        | 3         |              |              | 2             | 0             | 26      | 3      |
| 2010–11   | Boca Juniors        | Primera División | 13        | 4         |              |              |               |               | 13      | 4      |
| 2011–12   | Boca Juniors        | Primera División | 21        | 4         | 2            | 1            | 9             | 3             | 32      | 8      |
| 2012–13   | Boca Juniors        | Primera División | 5         | 0         | 1            | 0            | 7             | 2             | 13      | 2      |
| 2013–14   | Boca Juniors        | Primera División | 22        | 7         | 0            | 0            | 0             | 0             | 22      | 7      |
| Total     | Total               | Total            | 137       | 26        | 3            | 1            | 46            | 21            | 187     | 48     |
| Țara      | Argentina           | Argentina        | 289       | 64        | 3            | 1            | 89            | 27            | 381     | 92     |
| Țara      | Spania              | Spania           | 136       | 39        | 5            | 2            | 46            | 10            | 187     | 51     |
| Total     | Total               | Total            | 425       | 103       | 8            | 3            | 135           | 37            | 568     | 143    |

### Internațional
| Argentina | Argentina | Argentina |
| An        | Meciuri   | Goluri    |
| --------- | --------- | --------- |
| 1997      | 1         | 0         |
| 1998      | 0         | 0         |
| 1999      | 5         | 0         |
| 2000      | 0         | 0         |
| 2001      | 0         | 0         |
| 2002      | 1         | 0         |
| 2003      | 3         | 1         |
| 2004      | 6         | 1         |
| 2005      | 13        | 6         |
| 2006      | 8         | 0         |
| 2007      | 9         | 9         |
| 2008      | 5         | 0         |
| Total     | 51        | 17        |

## Goluri internaționale
| #   | Data             | Stadion                                         | Oponent   | Scor | Rezultat | Competiția                                             |
| --- | ---------------- | ----------------------------------------------- | --------- | ---- | -------- | ------------------------------------------------------ |
| 1.  | 30 April 2003    | June 11 Stadium, Tripoli, Libia                 | Libia     | 3–1  | Victorie | Meci amical                                            |
| 2.  | 17 November 2004 | Estadio Monumental, Buenos Aires, Argentina     | Venezuela | 3–2  | Victorie | Calificările pentru Campionatul Mondial de Fotbal 2006 |
| 3.  | 8 June 2005      | Estadio Monumental, Buenos Aires, Argentina     | Brazilia  | 3–1  | Victorie | Calificările pentru Campionatul Mondial de Fotbal 2006 |
| 4.  | 15 June 2005     | Stadium Cologne, Köln, Germania                 | Tunisia   | 2–1  | Victorie | Cupa Confederațiilor FIFA 2005                         |
| 5.  | 18 June 2005     | EasyCredit-Stadion, Nürnberg, Germania          | Australia | 4–2  | Victorie | Cupa Confederațiilor FIFA 2005                         |
| 6.  | 21 June 2005     | EasyCredit-Stadion, Nürnberg, Germania          | Germania  | 2–2  | Remiză   | Cupa Confederațiilor FIFA 2005                         |
| 7.  | 9 October 2005   | Estadio Monumental, Buenos Aires, Argentina     | Peru      | 2–0  | Victorie | Calificările pentru Campionatul Mondial de Fotbal 2006 |
| 8.  | 16 November 2005 | Jassim Bin Hamad Stadium, Doha, Qatar           | Qatar     | 3–0  | Victorie | Meci amical                                            |
| 9.  | 2 July 2007      | José Pachencho Romero, Maracaibo, Venezuela     | Columbia  | 4–2  | Victorie | Copa América 2007                                      |
| 10. | 2 July 2007      | José Pachencho Romero, Maracaibo, Venezuela     | Columbia  | 4–2  | Victorie | Copa América 2007                                      |
| 11. | 8 July 2007      | Estadio Metropolitano, Barquisimeto, Venezuela  | Peru      | 4–0  | Victorie | Copa América 2007                                      |
| 12. | 8 July 2007      | Estadio Metropolitano, Barquisimeto, Venezuela  | Peru      | 4–0  | Victorie | Copa América 2007                                      |
| 13. | 11 July 2007     | Polideportivo Cachamay, Puerto Ordaz, Venezuela | Mexic     | 3–0  | Victorie | Copa América 2007                                      |
| 14. | 13 October 2007  | Estadio Monumental, Buenos Aires, Argentina     | Chile     | 2–0  | Victorie | Calificările pentru Campionatul Mondial de Fotbal 2010 |
| 15. | 13 October 2007  | Estadio Monumental, Buenos Aires, Argentina     | Chile     | 2–0  | Victorie | Calificările pentru Campionatul Mondial de Fotbal 2010 |
| 16. | 17 November 2007 | Estadio Monumental, Buenos Aires, Argentina     | Bolivia   | 3–0  | Victorie | Calificările pentru Campionatul Mondial de Fotbal 2010 |
| 17. | 17 November 2007 | Estadio Monumental, Buenos Aires, Argentina     | Bolivia   | 3–0  | Victorie | Calificările pentru Campionatul Mondial de Fotbal 2010 |

## Palmares

### Club
Boca Juniors
- Primera División Argentina (5): 1998 Apertura, 1999 Clausura, 2000 Apertura, 2008 Apertura, 2011 Apertura
- Copa Libertadores (3): 2000, 2001, 2007
- Cupa Intercontinentală (1): 2000
- Recopa Sudamericana (1): 2008
- Copa Argentina (1): 2011–12

Villarreal
- Cupa UEFA Intertoto (2): 2003, 2004

### Națională
Argentina U-20
- FIFA U-20 World Cup (1): 1997

Argentina U-21
- Toulon Tournament (1): 1998

Argentina U-23
- Jocurile Olimpice de vară (1): 2008

### Individual
- Toulon Tournament: Best Player 1998
- Argentine Footballer of the Year: 2000, 2001, 2008, 2011
- South American Footballer of the Year: 2001
- Copa Libertadores: Finals First leg Man of the Match 2001
- La Liga: Don Balón Award (Foreign Player of the Year) 2004–05
- Most Artistic Player by Marca: 2005
- Cupa Confederațiilor FIFA: Silver Ball 2005
- The best Assistance in the World Cup 2006 by FIFA
- Copa Libertadores: Finals First leg Man of the Match 2007
- Copa Libertadores: Finals Second leg Man of the Match 2007
- Copa Libertadores: Most Valuable Player 2007
- Copa Libertadores: Player of the week May 8–10 / 2012
- The best Argentine midfielder by Olé: 2012
- The best local Argentine player by Olé: 2012
- The historical team for Copa Libertadores of all time